# Amedee Reyburn
Amedee Reyburn (San Luis (Misuri), Estados Unidos, 25 de marzo de 1879-10 de febrero de 1920) fue un nadador estadounidense especializado en pruebas de estilo libre, donde consiguió ser medallista de bronce olímpico en 1904 en los 4x50 yardas.

## Carrera deportiva
En las Olimpiadas de San Luis 1904 ganó la medalla de bronce en los relevos de 4x50 yardas estilo libre, por detrás de los equipos estadounidenses de New York Athletic Club y Chicago Athletic Association, siendo sus compañeros de equipo, el Missouri Athletic Club: Gwynne Evans, Marquard Schwarz y Bill Orthwein.